# Spiral-illusion

Mönstret ser ut att röra sig nedåt.

Spiral-illusionen (eng: barberpole illusion) är en välkänd optisk illusion som påvisar den mänskliga hjärnans benägenhet att uppfatta rörliga bilder. När en så kallad barberarstolpe med ett diagonalt spiralmönster roterar runt sin vertikala axel ser objektet ut att flytta sig vertikalt, trots att den egentliga rörelsen sker i vågrät riktning. 

## Förklaring

Upplevelsen ändrar sig när miljön förändras.

Istället för att uppfatta den horisontella rörelse som egentligen sker, percepterar vi illusionen att mönstret rör sig uppåt eller nedåt, beroende på mönstrets spiralriktning och rotationsriktningen. Illusionen uppkommer på grund av att intrycket från den längre axeln tar överhanden, som i detta fallet är den vertikala.
En stolpe eller en kontur bakom en öppning skapar alltså en tvetydig perception över rörelsen, där den längsta ytan blir gynnad. Det sker på grund av att figuren innehåller ett antal vägskäl där mönstret möter kanten på visningsfältet, vilket antyder att ett obundet mönster fortsätter bakom synfältet. Vår avståndsbedömning motarbetar i viss mån illusionen, då den säger att spiralen är i samma djupplan och därför en del av samma objekt  

Formen på den öppning som begränsar synfältet påverkar i hög grad den upplevda rörelseriktningen. En övervägande vertikal mönsteravläsning ger en vertikal rörelse, liksom en liggande stolpe hade gett en horisontell rörelse, vid en i övrigt identisk miljö. Skulle däremot mönstret vara cirkulärt eller kvadratiskt, baseras perceptionen vanligen på mönstrets egen riktning, som är diagonal i detta fallet. Den upplevda rörelseriktningen relaterar till linjernas ändpunkter inom det givna visningsfältets ramar. Den vertikala öppningen har en längre ram i vertikal riktning och skapar därför ett större antal vertikala rörelsesignaler. Detta starkare rörelseschema framtvingar en rörlig vertikal perception. Illusionen påvisar en benägenhet att gynna en perception som avslöjar en specifik rörelseriktning genom en mönsterförändring, utvecklad genom evolution. 